# ساگی موکی
ساگی موکی (عبری: שגיא מוקי‎؛ زادهٔ ۱۷ مهٔ ۱۹۹۲) ورزشکار جودو اهل اسرائیل است.
وی در مسابقات کشوری و بین‌المللی در مجموع برندهٔ ۳ مدال طلا شده‌است.